# Malacorhinus acaciae
Malacorhinus acaciae es una especie de insecto coleóptero de la familia Chrysomelidae descrita por Schaffer en 1906.
Mide 4-5 mm. Se lo encuentra en  Ebenopsis ebano (Fabaceae). Se encuentra en el sur de Norteamérica (Texas) y en el noreste de México.